# Ludvig Vold

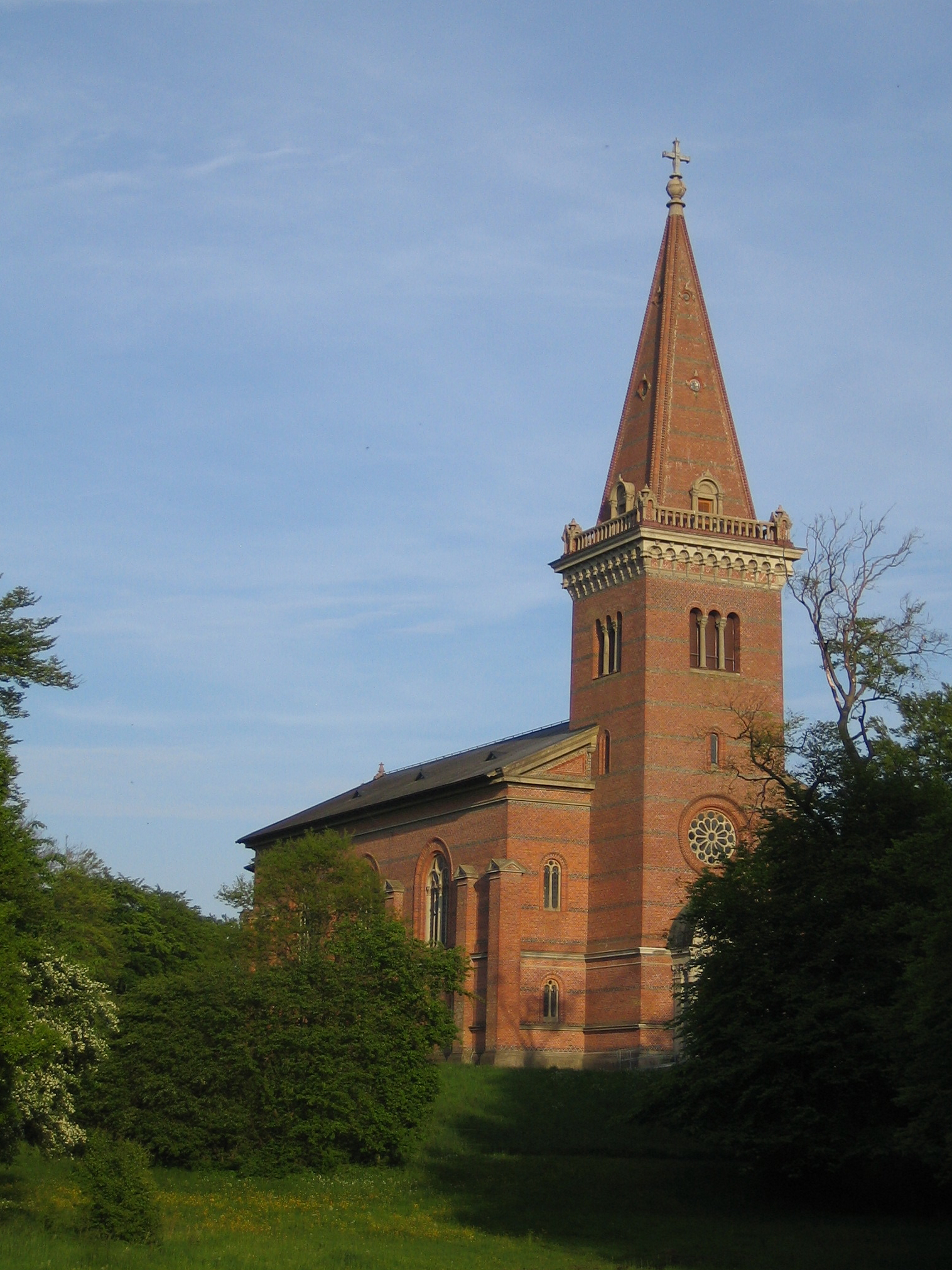
Marsvinsholms kyrka

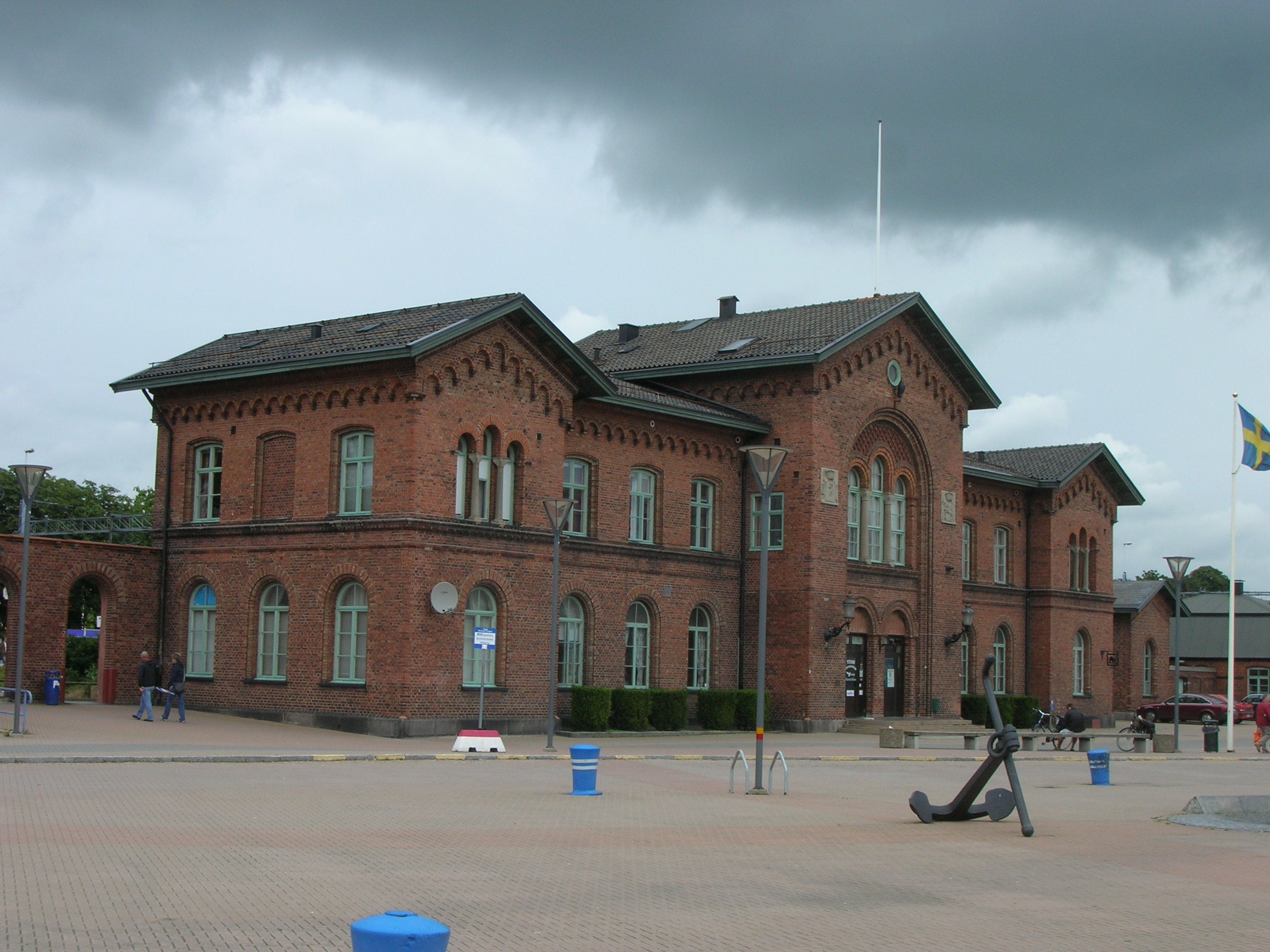
Ystads station

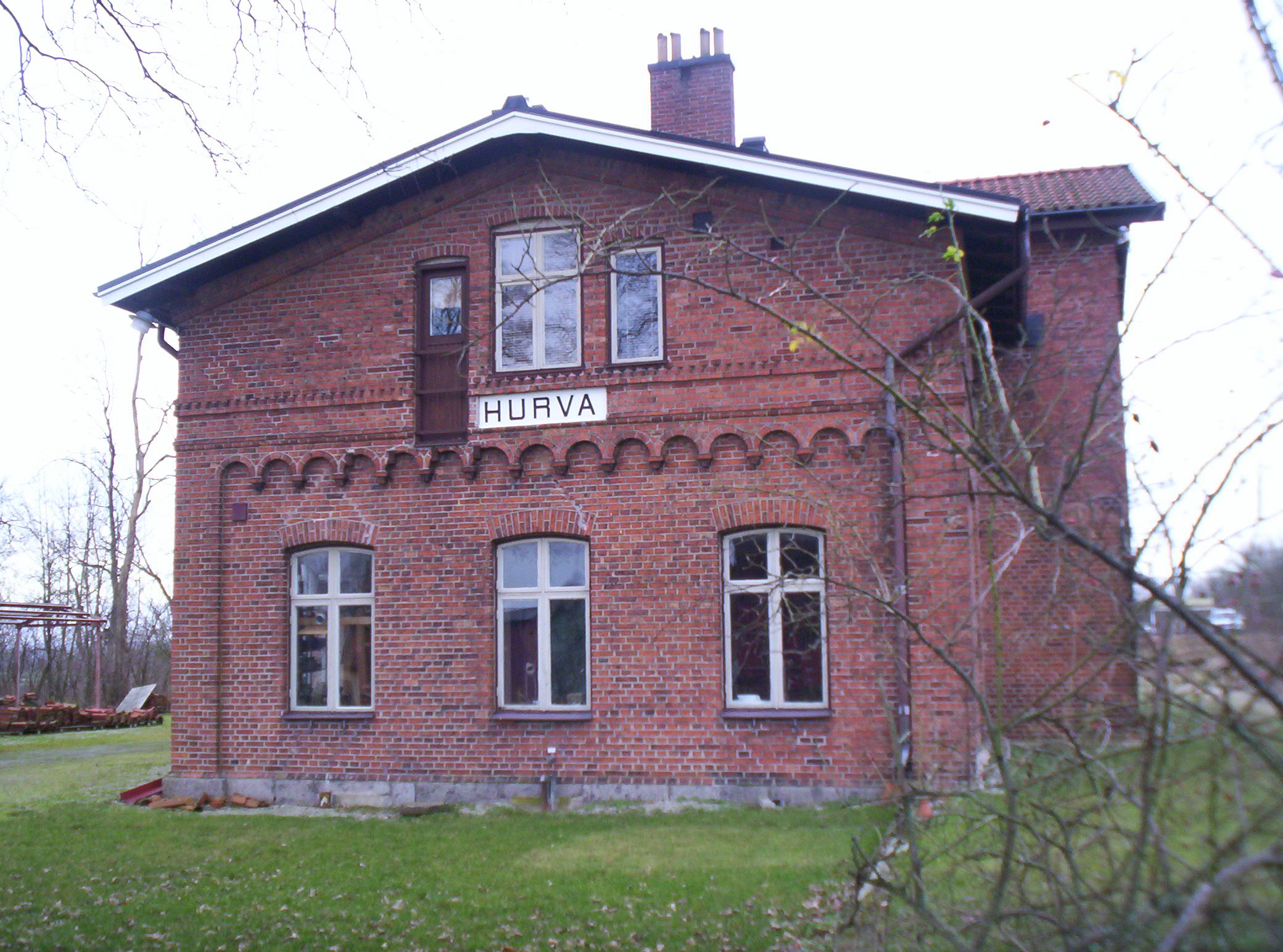
Hurva station

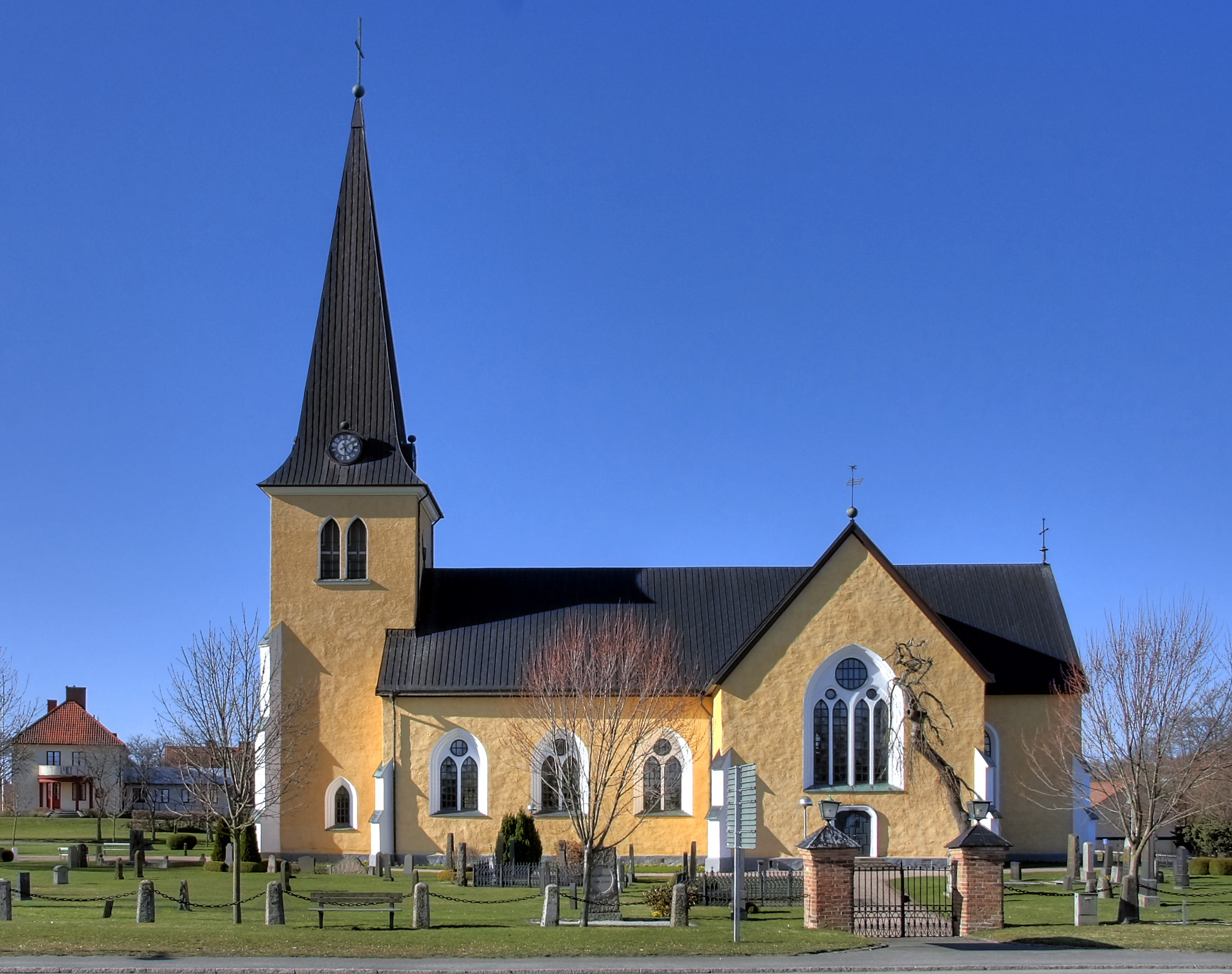
Östra Broby kyrka

Niels Jacob Ludvig Vold, född 1 december 1839 i Holbæk, död 22 januari 1923 i Köpenhamn, var en dansk arkitekt.

## Biografi
Vold föddes 1 december 1839 i Holbæk, som son till köpmannen Christen Pedersen Wold och hans hustru Dorthe Sophie Lund. 1854 tog han realexamen vid Holbæks private Borgerskole och året därpå kom han i timmermanslära hos sin fasters make, timmermästaren Frederik Emil Kerrn i Köpenhamn. Samtidigt påbörjade han sina studier vid Kunstakademiet i samma stad. 1859 fick han sitt gesällbrev som timmerman och kort därefter fick han anställning hos arkitekten Ferdinand Meldahl som ritare vid återuppbyggnadsarbetena vid Frederiksborgs slott i Hillerød. Konduktören för dessa arbeten var den tysk-baltiske arkitekten Christian Zwingmann, som på 1850- och 60-talen utförde flera restaurerings- och nybyggnadsprojekt på skånska slott. I samband med byggandet av kyrkan på Marsvinsholms slott anställde han Vold som konduktör.
Vold flyttade till Skåne och Ystad 1862 och där träffade han sin blivande hustru Johanna Wendt, dotter till borgmästaren Christopher Wendt. År 1863 fick han ett första egenhändiga arkitektuppdrag, att rita samtliga stationsbyggnader vid Ystad-Eslövs järnväg. Under de kommande åren fick han ytterligare en handfull uppdrag runtom i Skåne, däribland nybyggnader och restaureringar på flera gårdar och slott. År 1866 gav han sig ut på en studieresa till  Frankrike och Italien. Åter tillbaka i Sverige bosatte han sig i Lund, men redan 1869 lämnade han Sverige för gott och flyttade tillbaka till Köpenhamn. Där bytte han yrke och blev grosshandlare.

## Byggnadsverksamhet
Volds korta karriär som arkitekt inleddes med stationsbyggnaderna vid Ystad-Eslövs järnväg. Detta, liksom många samtida järnvägsbyggen, leddes av majoren vid Väg- och vattenbyggnadskåren Claes Adelsköld, som även hade upprättat typritningar till stationsbyggnader. Med dessa typritningar som grund upprättade Ludvig Vold ritningarna till stationshusen i Ystad, Svenstorp (Stora Köpinge), Tomelilla, Äsperöd, Lövestad, Vollsjö, Bjärsjölagård, Askeröd, Löberöd, Hurva och Skarhult (Kristineberg). Trots att han utgick från Adelskölds typritningar, gav han stationerna en egen prägel i romansk rundbågestil med fasader i rött respektive gult tegel. Pampigast av stationerna var den i Ystad som byggdes i två hela våningar, med utskjutande mitt- och sidorisaliter samt uppskjutande frontoner. Sex av stationerna (Bjärsjölagård, Hurva, Löberöd, Lövestad, Svenstorp och Äsperöd) utformades identiskt med ett stort ut- och uppskjutande mittparti. Stationerna i Askeröd, Skarhult och Vollsjö var alla individuellt utformade med asymmetriska grundplaner och fasader. Tomelilla station ersattes redan på 1890-talet av en ny och större stationsbyggnad och samma sak skedde i Bjärsjölagård 1911. Stationerna i Skarhult och Vollsjö revs på 1970- respektive 80-talet.
1868 ritade Vold Östra Broby nya kyrka, som ersättning för den romanska kyrkan i Broby från 1100-talet, som var såväl förfallen som för liten. Den gamla kyrkan revs året därpå och 1871-73 uppfördes den nya kyrkan med i utpräglat nygotisk stil med korsarm, torn med hög spira, putsade fasader och spetsbågefönster. 1930 förstördes kyrkan i en våldsam brand som endast lämnade yttermurarna kvar. Med dessa som utgångspunkt återuppbyggdes kyrkan och försågs bl.a. med en helt ny tornspira.

## Verkförteckning
Nedan följer en lista över hans mest betydande verk, sorterade efter året för ritningarnas upprättande, med angivande av fastighetsbeteckning, gatuadress, eventuellt namn på byggnaden ifråga, typ av projekt, beställare samt byggnadsår. Om inget annat anges, så är källan Bernadette Preben-Hansens "Ludvig Vold. En dansk arkitekt i 1860'ernes Skåne", med det generella undantag att uppgifter om fastighetsbeteckningar och adresser är hämtade från lantmäteriakter och lantmäteriets kartmaterial.
1863:
- Ystad: "Ystads station". Nybyggnad av stationsbyggnad åt Ystad-Eslöfs Jernvägs AB. Invigd 1865.

1864:
- Askeröd: "Askeröds station". Nybyggnad av stationsbyggnad åt Ystad-Eslöfs Jernvägs AB. Invigd 1865.
- Bjärsjölagård: "Bjärsjölagårds station". Nybyggnad av stationsbyggnad åt Ystad-Eslöfs Jernvägs AB. Invigd 1865, riven 1911 och ersatt av en större stationsbyggnad.
- Finnhult: "Finnhults gård". Nybyggnad av mangårdsbyggnad. Troligen ej utförd.
- Hurva: "Hurva station". Nybyggnad av stationsbyggnad åt Ystad-Eslöfs Jernvägs AB. Invigd 1865.
- Löberöd: "Löberöds station". Nybyggnad av stationsbyggnad åt Ystad-Eslöfs Jernvägs AB. Invigd 1865.
- Lövestad: "Lövestads station". Nybyggnad av stationsbyggnad åt Ystad-Eslöfs Jernvägs AB. Invigd 1865.
- Skarhult: "Skarhults station" (Kristinebergs station intill 1901). Nybyggnad av stationsbyggnad åt Ystad-Eslöfs Jernvägs AB. Invigd 1865, riven mellan 1970 och 1975.
- Svenstorp: "Svenstorps station" (Köpinge station intill 1867-04-30). Nybyggnad av stationsbyggnad åt Ystad-Eslöfs Jernvägs AB. Invigd 1865.
- Tomelilla: "Tomelilla station". Nybyggnad av stationsbyggnad åt Ystad-Eslöfs Jernvägs AB. Invigd 1865, riven ca 1893 och ersatt av en större stationsbyggnad.
- Vollsjö: "Vollsjö station". Nybyggnad av stationsbyggnad åt Ystad-Eslöfs Jernvägs AB. Invigd 1865, riven 1983.
- Äsperöd: "Äsperöds station". Nybyggnad av stationsbyggnad åt Ystad-Eslöfs Jernvägs AB. Invigd 1865.

1865:
- Årsjö (Sövestads socken): Årsjö folkskola 1:1, Årsjövägen, "Årsjö folkskola". Nybyggnad av skolbyggnad åt Sövestads församling. Invigd 1866.

1867:
- Högestad (Högestads socken): Högestad 36:1, Fyledalsvägen, "Lyckås slott". Nybyggnad av mangårdsbyggnad åt greve Piper.
- Ängelholm: Ankan 12, Östergatan 26-Skolgatan 2, "Elementarläroverket". Nybyggnad av skolbyggnad åt Engelholms stad. Uppförd 1871-72.

1868:
- Broby 63:1, "Östra Broby kyrka". Nybyggnad av kyrkobyggnad åt Östra Broby församling. Uppförd 1871-73, återuppbyggd efter eldsvåda 1930-32.

Efter 1866:
- Borås: "Wendts villa". Nybyggnad av villa åt borgmästaren Christopher Wendt.